# Гау-Вайнхайм
Гау-Вайнхайм (нем. Gau-Weinheim) — община в Германии, в земле Рейнланд-Пфальц. 
Входит в состав района Альцай-Вормс. Подчиняется управлению Вёррштадт.  Население составляет 608 человек (на 31 декабря 2010 года). Занимает площадь 3,91 км².